# Parodia nigrispina
Parodia nigrispina là một loài thực vật có hoa trong họ Cactaceae. Loài này được (K. Schum.) F.H. Brandt mô tả khoa học đầu tiên năm 1982.